# Vida József (zalai alispán)
Vida József (1720– Zalaegerszeg, 1788. december 6.) Zala vármegye másodalispánja a Jozefinista korszak alatt, táblabíró, földbirtokos.

## Élete
A Zala vármegyei római katolikus nemesi származású Vida családnak a sarja. 1761. október 2. és 1773. április 14. között a szántói járáson esküdtként szolgált; 1775. és 1781. szeptember 24. között a muraközi járás főszolgabírója volt. A Jozefinizmus bevezetésekor Zala vármegyét a Zágrábi kerületbe helyezte el, és 1785. július 18-án gróf Balassa Ferenc belső titkos tanácsost nevezte ki kerületi főbiztossá. 1785. július 18-án mezőszegedi Szegedy Ignác lemondott az első alispáni posztjáról, melyet 1781. szeptember 24-e óta töltött be és helyébe, a vármegyén kívüli nozdroviczki Nozdroviczky János lépett. A másodalispáni tisztséget Vida József 1782. október 11-e és 1788. december 6-a között foglalta szinte az egész Jozefinista korszak alatt.